# Thopomyia kerteszi
Thopomyia kerteszi är en tvåvingeart som beskrevs av James 1974. Thopomyia kerteszi ingår i släktet Thopomyia och familjen vapenflugor.
Artens utbredningsområde är Peru. Inga underarter finns listade i Catalogue of Life.